# Agentul haosului
Agentul haosului (1967) (titlu original Agent of Chaos) este un roman science fiction scris de Norman Spinrad.

## Intriga
Sistemul Sol se află sub conducerea Hegemoniei, un regim totalitarist care încearcă să controleze viața oamenilor, oferindu-le în schimb un nivel de viață ridicat și fără griji.
Acestui regim i se opun Liga Democratică, condusă de Boris Johnson, ai cărei membri se întrunesc în subteranele orașelor de pe Pământ și care doresc moartea Coordonatorului Hegemonic Khustov, precum și Frăția Asasinilor, condusă de Primordiagentul Robert Ching, care susține Teoria entropiei sociale și caută să introducă Factori Aleatori care să combată Ordinea Hegemoniei.
Liga încearcă să îl asasineze pe Khustov, apoi pe Vice-coordonatorul Terrence și, în cele din urmă, întreg Consiliul Hegemoniei, dar de fiecare dată Frăția este cu un pas înaintea ei, dejucându-i acțiunile. Acest lucru este posibil datorită lui Arkady Duntov, agent dublu, care lucrează pentru Frăție dar s-a infiltrat în rândurile Ligii.
Capturându-i pe Boris Johnson, pe Khustov și pe Consilierul Gorov, Ching încearcă să pună Hegemonia în fața unor Factori Aleatori care să distrugă Ordinea pe care aceasta încearcă să o instaureze. În acest demers este ajutat și de realizarea contactului cu o civilizație extraterestră din 61 Cygnus. Tot planul său pare a se duce de râpă când Terrence, devenit Coordonator interimar, încearcă să distrugă baza Frăției înainte ca aceasta să-i trimită pe cei trei în 61 Cygnus pentru a pune bazele unei cooperări cu rasa extraterestră de acolo. Ching este nevoit să aplice cel mai haotic Factor Aleator al "Teoriei entropiei sociale" , victoria prin sinucidere, pentru a-și duce planul la îndeplinire.

## Vezi și
- 1967 în științifico-fantastic